# Expedición Atlantis (película de 1988)
Expedición Atlantis es una película documental de Argentina en colores  dirigida por Alfredo Barragán según su propio guion que se estrenó el 19 de mayo de 1988. Fue filmada en 16 mm y llevada luego a 35 mm.

## La expedición
Con el objetivo de probar que 3500 años antes que Cristóbal Colón, navegantes africanos pudieron haber llegado por accidente a las costas de América conducidos por específicas corrientes marinas, cinco argentinos viajaron en una balsa de 13.6 metros de largo por 5.8 metros de ancho construida con troncos, sin timón y con solo una vela. La tripulación estuvo formada por los miembros del CADEI Alfredo Barragán, Jorge Iriberri, Horacio Giaccaglia, Daniel Sánchez Magariños y Félix Arrieta. Partieron desde el puerto de Tenerife en las islas Canarias el 22 de mayo de 1984 llegando 52 días más tarde, el 12 de julio de 1984 a La Guaira en Venezuela después de recorrer aproximadamente unas 3200 millas náuticas (unos 5000 kilómetros), acompañados de varias naves y suministros para la travesía.

## Sinopsis
La travesía en una embarcación construida conforme los materiales y técnica primitivos que trata de probar la posibilidad de viajes entre África y América anteriores al de Cristóbal Colón.

## Reparto
Actuando como ellos mismos
- Alfredo Barragán
- Jorge Iriberri
- Horacio Giaccaglia
- Félix Arrieta
- Daniel Sánchez Magariños

## Locaciones
Fue filmada en Mar del Plata, Guayaquil, La Maná (Ecuador), México DF, Acapulco, Santa Cruz de Tenerife (España) y La Guaira (Venezuela.

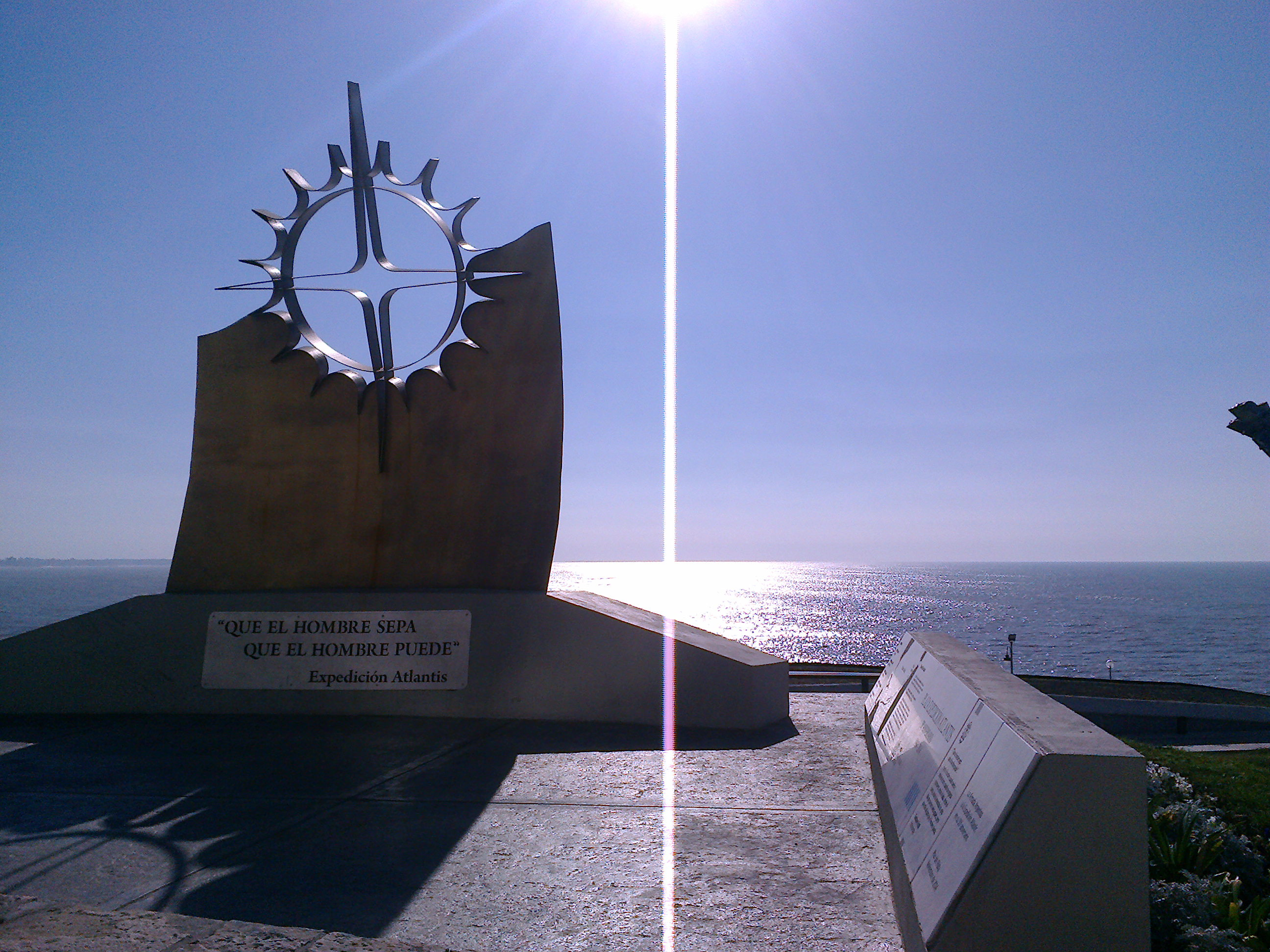
Monumento a la Balsa Atlantis en la ciudad de Mar del Plata (Provincia de Buenos Aires)

## Comentarios
La Voz del Interior dijo del filme:

«Alegoría sobre el sentido del hombre.»

Manrupe y Portela escriben:

«Documental que reseña la insólita hazaña deportiva, muy promocionada en su momento.»